# استاد دوميترو ماترو
استاد دوميترو ميترو هو ملعب متعدد الاستخدامات الملعب في شتفانيشت دي جوس، رومانيا . يتم استخدامه في الغالب لمباريات كرة القدم وكان مقرًا لفريق شسي شتفانيشت وفريق يونيريا تارلوجن. كما لعب عليه بشكل مؤقت فريق سبورتول سناجوف عندما كان  ملعبه تحت التجديد. يستوعب الملعب 1200 شخص. 